# Canton de Sin-le-Noble
Le canton de Sin-le-Noble est une circonscription électorale française du département du Nord créée par le décret du 17 février 2014. Il tient lieu de circonscription d'élection des conseillers départementaux et entre en vigueur lors des élections départementales de 2015.

## Histoire
Un nouveau découpage territorial du département du Nord entre en vigueur à l'occasion des premières élections départementales suivant le décret du 17 février 2014. Les conseillers départementaux sont, à compter de ces élections, élus au scrutin majoritaire binominal mixte. Les électeurs de chaque canton élisent au Conseil départemental, nouvelle appellation du Conseil général, deux membres de sexe différent, qui se présentent en binôme de candidats. Les conseillers départementaux sont élus pour 6 ans au scrutin binominal majoritaire à deux tours, l'accès au second tour nécessitant 12,5 % des inscrits au 1er tour. En outre la totalité des conseillers départementaux est renouvelée. Ce nouveau mode de scrutin nécessite un redécoupage des cantons dont le nombre est divisé par deux avec arrondi à l'unité impaire supérieure si ce nombre n'est pas entier impair, assorti de conditions de seuils minimaux. Dans le Nord, le nombre de cantons passe ainsi de 79 à 41.
Le canton de Sin-le-Noble est formé de communes des anciens cantons de Marchiennes (12 communes) et de Douai-Nord (3 communes). Il est entièrement inclus dans l'arrondissement de Douai. Le bureau centralisateur est situé à Sin-le-Noble.

## Représentation
| Période élective | Période élective | Mandat | Mandat   | Identité          | Nuance | Nuance | Qualité                                                                      |
| ---------------- | ---------------- | ------ | -------- | ----------------- | ------ | ------ | ---------------------------------------------------------------------------- |
| 2015             | 2021             | 2015   | 2021     | Josyane Bridoux   |        | DVG    | Professeure Ancienne conseillère municipale de Sin-le-Noble                  |
| 2015             | 2021             | 2015   | 2021     | Frédéric Delannoy |        | PS     | Attaché territorial Maire d'Hornaing, Président de la Communauté de communes |
| 2021             | 2028             | 2021   | en cours | Josyane Bridoux   |        | DVG    | Conseillère sortante                                                         |
| 2021             | 2028             | 2021   | en cours | Frédéric Delannoy |        | PS     | Conseiller sortant                                                           |

### Résultats détaillés

#### Élections de mars 2015
À l'issue du 1er tour des élections départementales de 2015, deux binômes sont en ballottage : Lucie Deblangy et Bruno Wosinski (FN, 38,11 %) et Josyane Bridoux et Frédéric Delannoy (PS, 24,99 %). Le taux de participation est de 45,5 % (22 395 votants sur 49 223 inscrits) contre 46,81 % au niveau départemental et 50,17 % au niveau national.
Au second tour, Josyane Bridoux et Frédéric Delannoy (PS) sont élus avec 51,53 % des suffrages exprimés et un taux de participation de 45,88 % (10 540 voix pour 22 585 votants et 49 223 inscrits).

#### Élections de juin 2021
Le premier tour des élections départementales de 2021 est marqué par un très faible taux de participation (33,26 % au niveau national). Dans le canton de Sin-le-Noble, ce taux de participation est de 29,48 % (14 700 votants sur 49 872 inscrits) contre 30,39 % au niveau départemental. À l'issue de ce premier tour, deux binômes sont en ballottage : Anne-Sophie Leclerc et Matthieu Marchio (RN, 30,36 %) et Josyane Bridoux et Frédéric Delannoy (Union à gauche, 30,02 %).
Le second tour des élections est marqué une nouvelle fois par une abstention massive équivalente au premier tour. Les taux de participation sont de 34,36 % au niveau national, 31,01 % dans le département et 29,86 % dans le canton de Sin-le-Noble. Josyane Bridoux et Frédéric Delannoy (Union à gauche) sont élus avec 59,08 % des suffrages exprimés (8 071 voix pour 14 892 votants et 49 878 inscrits),,.

## Composition
Le nouveau canton de Sin-le-Noble comprend quinze communes entières.
| Nom                                  | Code Insee | Intercommunalité    | Superficie (km2) | Population (dernière pop. légale) | Densité (hab./km2) | Modifier                                    |
| ------------------------------------ | ---------- | ------------------- | ---------------- | --------------------------------- | ------------------ | ------------------------------------------- |
| Sin-le-Noble (bureau centralisateur) | 59569      | CA Douaisis Agglo   | 11,53            | 15 916 (2022)                     | 1 380              | modifier les données · modifier les données |
| Bruille-lez-Marchiennes              | 59113      | CC Cœur d'Ostrevent | 4,33             | 1 345 (2022)                      | 311                | modifier les données · modifier les données |
| Erre                                 | 59203      | CC Cœur d'Ostrevent | 5,88             | 1 576 (2022)                      | 268                | modifier les données · modifier les données |
| Fenain                               | 59227      | CC Cœur d'Ostrevent | 5,78             | 5 533 (2022)                      | 957                | modifier les données · modifier les données |
| Hornaing                             | 59314      | CC Cœur d'Ostrevent | 8,95             | 3 522 (2022)                      | 394                | modifier les données · modifier les données |
| Lallaing                             | 59327      | CA Douaisis Agglo   | 5,99             | 6 212 (2022)                      | 1 037              | modifier les données · modifier les données |
| Marchiennes                          | 59375      | CC Cœur d'Ostrevent | 21,44            | 4 506 (2022)                      | 210                | modifier les données · modifier les données |
| Pecquencourt                         | 59456      | CC Cœur d'Ostrevent | 9,60             | 6 160 (2022)                      | 642                | modifier les données · modifier les données |
| Rieulay                              | 59501      | CC Cœur d'Ostrevent | 7,29             | 1 226 (2022)                      | 168                | modifier les données · modifier les données |
| Somain                               | 59574      | CC Cœur d'Ostrevent | 12,32            | 11 902 (2022)                     | 966                | modifier les données · modifier les données |
| Tilloy-lez-Marchiennes               | 59596      | CC Cœur d'Ostrevent | 5,50             | 538 (2022)                        | 98                 | modifier les données · modifier les données |
| Vred                                 | 59629      | CC Cœur d'Ostrevent | 3,42             | 1 311 (2022)                      | 383                | modifier les données · modifier les données |
| Wandignies-Hamage                    | 59637      | CC Cœur d'Ostrevent | 6,30             | 1 310 (2022)                      | 208                | modifier les données · modifier les données |
| Warlaing                             | 59642      | CC Cœur d'Ostrevent | 3,89             | 599 (2022)                        | 154                | modifier les données · modifier les données |
| Waziers                              | 59654      | CA Douaisis Agglo   | 4,34             | 7 312 (2022)                      | 1 685              | modifier les données · modifier les données |
| Canton de Sin-le-Noble               | 5935       |                     | 116,56           | 68 968 (2022)                     | 592                | modifier les données                        |

## Démographie
En 2022, le canton comptait 68 968 habitants, en évolution de −0,14 % par rapport à 2016 (Nord : +0,51 %, France hors Mayotte : +2,11 %).
| 2013   | 2018   | 2022   |
| ------ | ------ | ------ |
| 70 017 | 69 120 | 68 968 |